# Pulham
Pulham – wieś w Anglii, w hrabstwie Dorset. Leży 20 km na północ od miasta Dorchester i 175 km na południowy zachód od Londynu.